# Western & Southern Open 2018
Western & Southern Open 2018, také známý pod názvem Cincinnati Masters 2018, byl společný tenisový turnaj mužského okruhu ATP World Tour a ženského okruhu WTA Tour, hraný v areálu Lindner Family Tennis Center na otevřených dvorcích s tvrdým povrchem DecoTurf. Konal se mezi 13. až 19. srpnem 2018 v americkém městě Mason, ležícím přibližně 35 kilometrů od centra ohijského Cincinnati. Událost probíhala jako 117. ročník mužského a 90. ročník ženského turnaje.
Mužská polovina byla po grandslamu a Turnaji mistrů zařazena do třetí nejvyšší kategorie okruhu ATP Masters 1000, s dotací 6 335 970 amerických dolarů. Ženská část s rozpočtem 2 874 299 dolarů patřila do kategorie WTA Premier 5. Turnaj představoval součást severoamerické Emirates Airline US Open Series 2018 v jejím čtvrtém týdnu.
Nejvýše nasazenými hráči v soutěžích dvouher se stali druhý hráč žebříčku Roger Federer ze Švýcarska a rumunská světová jednička Simona Halepová. Jako poslední přímí účastníci do dvouher nastoupili maďarský 49. hráč pořadí Márton Fucsovics a česká 42. žena klasifikace Kateřina Siniaková.
Jubilejní sedmdesátý singlový titul na okruhu ATP Tour a 31. trofej v kategorii Masters získal Srb Novak Djoković, jenž v pěti předchozích cincinnatských finále vždy prohrál. Při svém dvanáctém startu na turnaji se tak stal vůbec prvním tenistou, jenž dokázal zkompletovat trofeje ze všech devíti podniků série Masters, v této podobě hrané od roku 1990. Na uzavření tzv. kariérního Golden Mastersu přitom čekal pět let, když mu unikal cincinnatský titul. Premiérový turnajový vavřín z kategorie Premier 5, první neantukový a šestý kariérní na okruhu WTA Tour, si odvezla 26letá Nizozemka Kiki Bertensová, která se posunula na nové kariérní maximum žebříčku, 13. místo.
Devátou společnou trofej z mužské čtyřhry, a první společnou v sérii Masters, vybojoval britsko-brazilský pár Jamie Murray a Bruno Soares. Šampionkami ženského debla se stala česko-ruská dvojice Lucie Hradecká a Jekatěrina Makarovová, jejíž členky získaly jako pár první trofej. Turnaj vygeneroval staronovou světovou jedničku ve čtyřhře Tímeu Babosovou, jež se na vrchol klasifikace vrátila po jednom týdnu.

## Rozdělení bodů a finančních odměn

### Rozdělení bodů
| Soutěž       | vítězové | finalisté | semifinalisté | čtvrtfinalisté | 16 v kole | 32 v kole | 64 v kole | Q  | Q2 | Q1 |
| ------------ | -------- | --------- | ------------- | -------------- | --------- | --------- | --------- | -- | -- | -- |
| dvouhra mužů | 1000     | 600       | 360           | 180            | 90        | 45        | 10        | 25 | 16 | 0  |
| čtyřhra mužů | 1000     | 600       | 360           | 180            | 90        | 0         | —         | —  | —  | —  |
| dvouhra žen  | 900      | 585       | 350           | 190            | 105       | 60        | 1         | 30 | 20 | 1  |
| čtyřhra žen  | 900      | 585       | 350           | 190            | 105       | 5         | —         | —  | —  | —  |

### Finanční odměny
| Soutěž       | vítězové   | finalisté | semifinalisté | čtvrtfinalisté | 16 v kole | 32 v kole | 64 v kole | Q2     | Q1     |
| ------------ | ---------- | --------- | ------------- | -------------- | --------- | --------- | --------- | ------ | ------ |
| dvouhra mužů | $1 088 450 | $533 690  | $268 600      | $136 580       | $70 925   | $37 395   | $20 190   | $4 650 | $2 370 |
| dvouhra žen  | $530 000   | $262 364  | $130 300      | $61 000        | $29 530   | $15 180   | $8 100    | $3 300 | $2 000 |
| čtyřhra mužů | $337 070   | $165 020  | $82 770       | $42 480        | $21 960   | $11 590   | —         | —      | —      |
| čtyřhra žen  | $151 840   | $76 685   | $37 830       | $19 105        | $9 680    | $4 785    | —         | —      | —      |

## Dvouhra mužů

### Nasazení

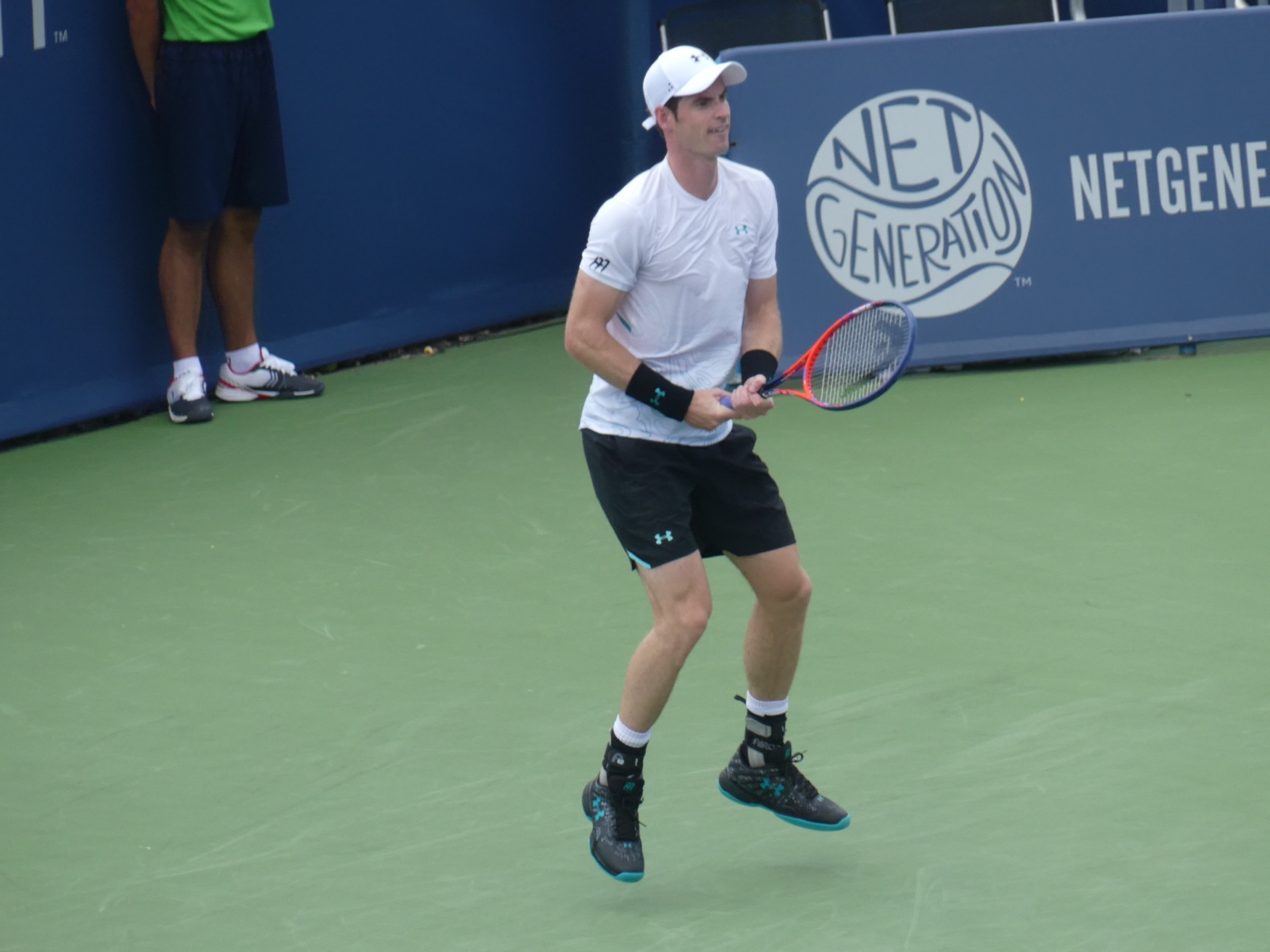
Andy Murray

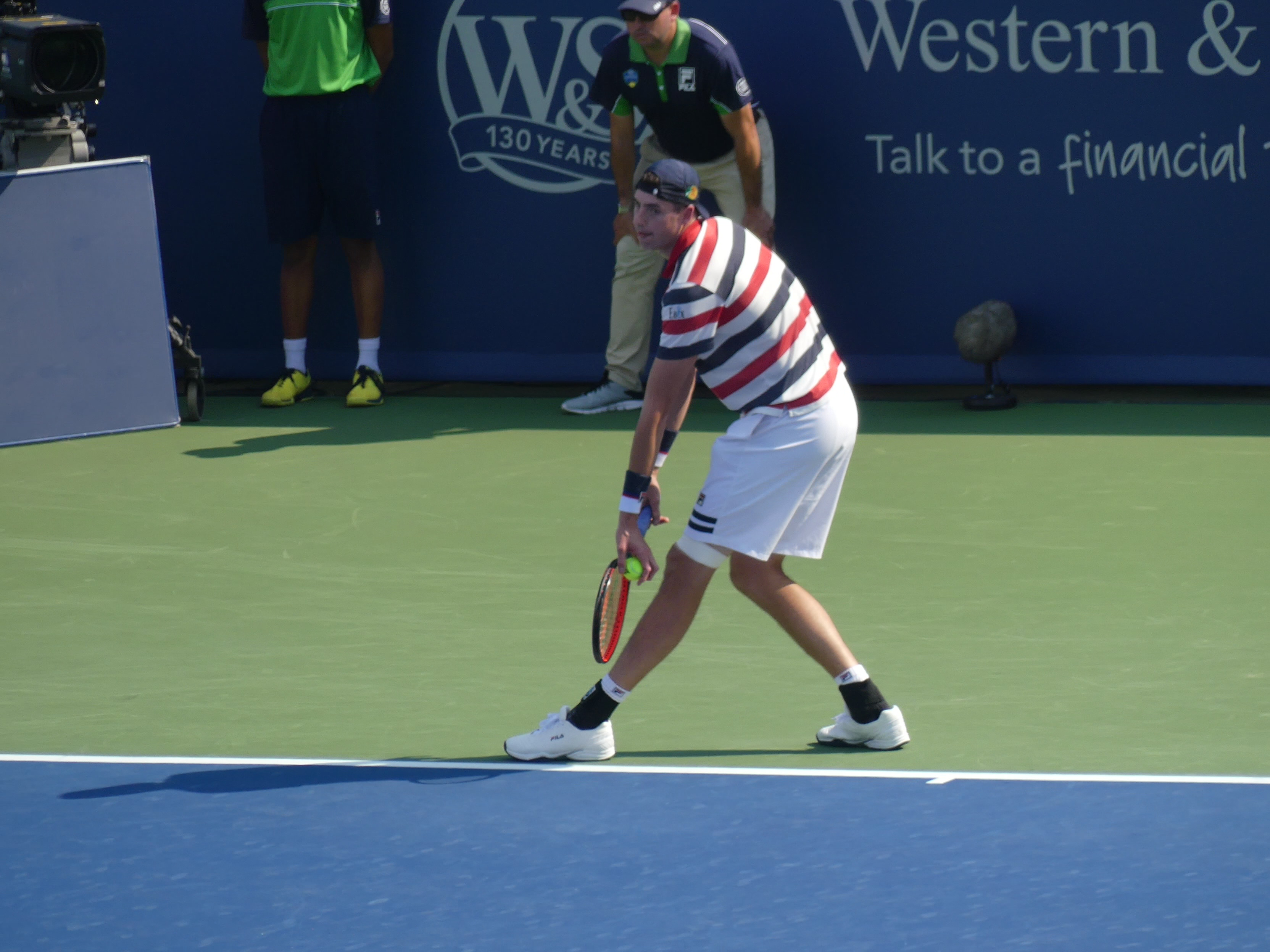
John Isner

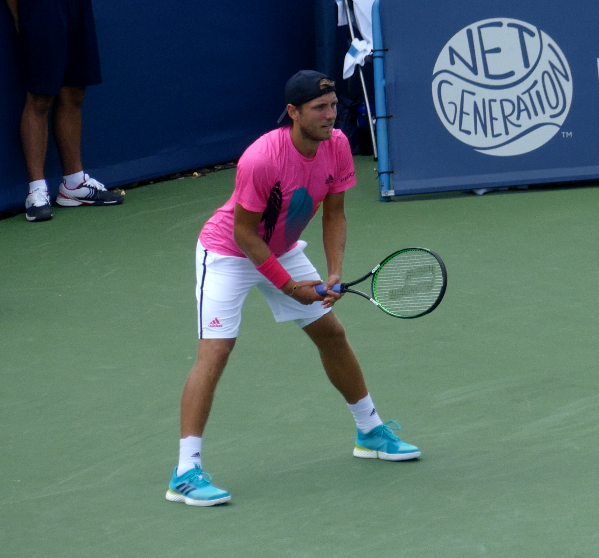
Lucas Pouille

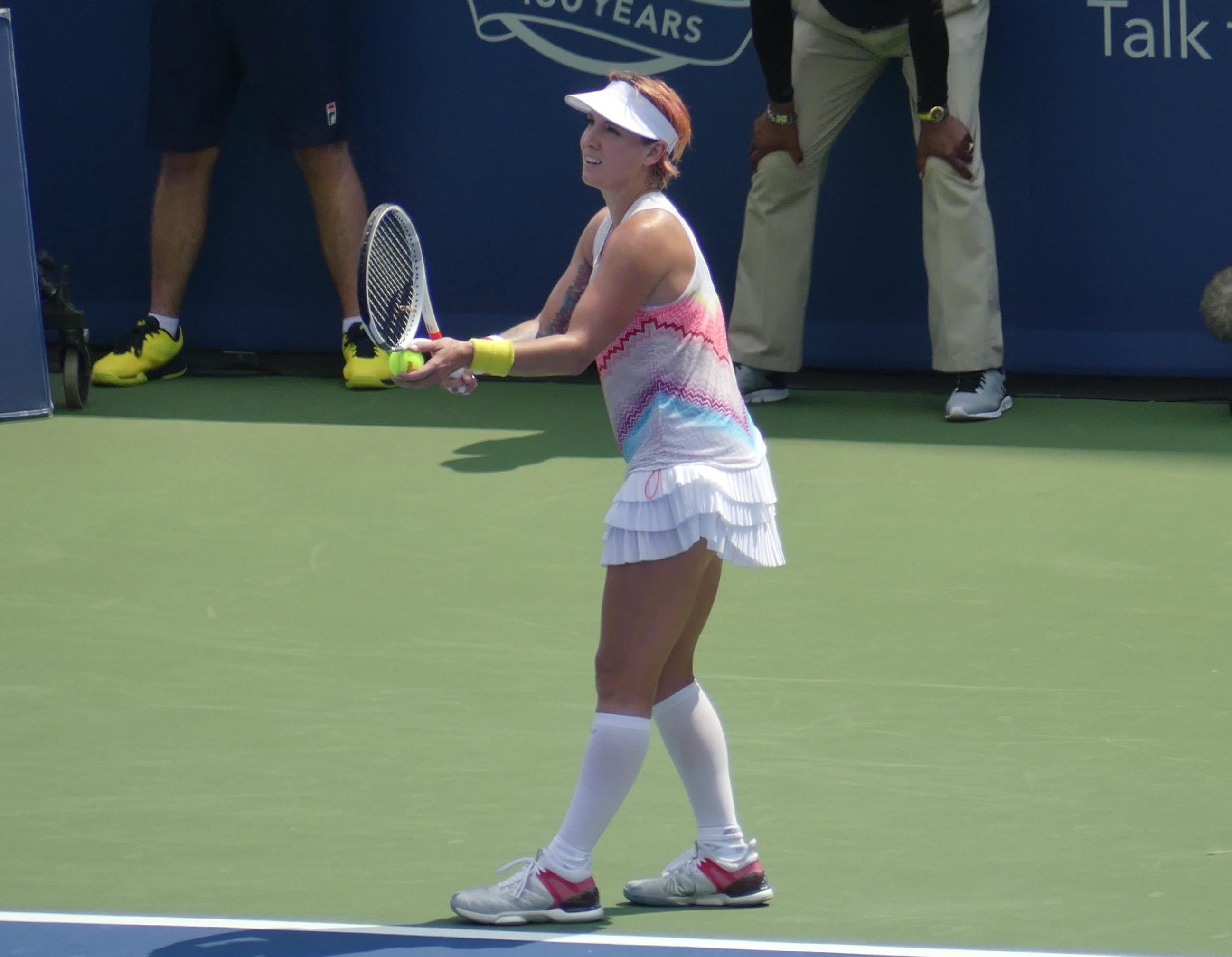
Bethanie Matteková-Sandsová

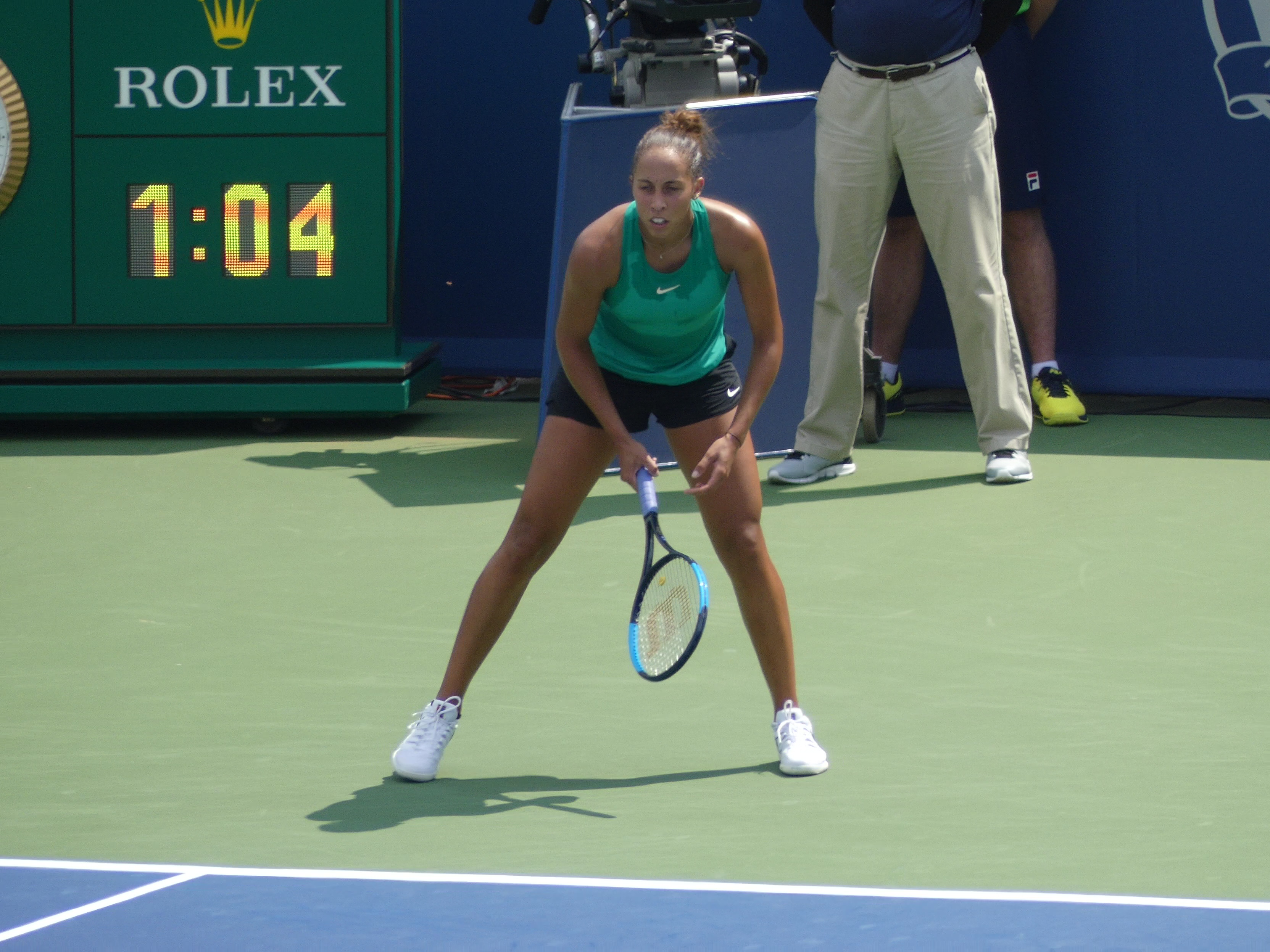
Madison Keysová

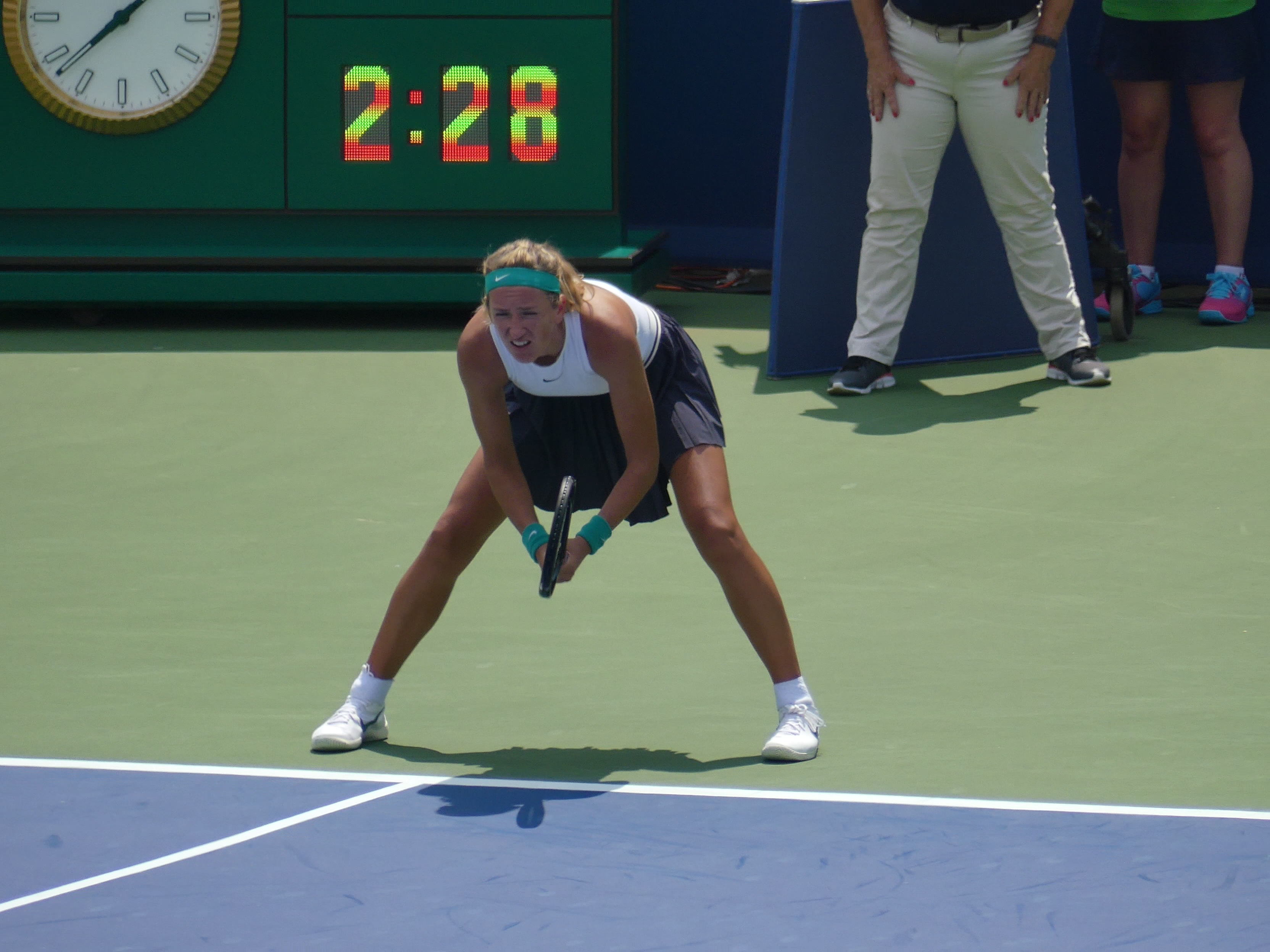
Viktoria Azarenková

| Stát                         | Hráč                  | ATP | Nasazení |
| ---------------------------- | --------------------- | --- | -------- |
| Španělsko                    | Rafael Nadal          | 1.  | 1.       |
| Švýcarsko                    | Roger Federer         | 2.  | 2.       |
| Německo                      | Alexander Zverev      | 4.  | 3.       |
| Argentina                    | Juan Martín del Potro | 3.  | 4.       |
| Bulharsko                    | Grigor Dimitrov       | 5.  | 5.       |
| Jižní Afrika                 | Kevin Anderson        | 6.  | 6.       |
| Chorvatsko                   | Marin Čilić           | 7.  | 7.       |
| Rakousko                     | Dominic Thiem         | 8.  | 8.       |
| USA                          | John Isner            | 9.  | 9.       |
| Srbsko                       | Novak Djoković        | 10. | 10.      |
| Belgie                       | David Goffin          | 11. | 11.      |
| Argentina                    | Diego Schwartzman     | 12. | 12.      |
| Španělsko                    | Pablo Carreño Busta   | 13. | 13.      |
| Spojené království           | Kyle Edmund           | 16. | 14.      |
| Austrálie                    | Nick Kyrgios          | 18. | 15.      |
| Francie                      | Lucas Pouille         | 17. | 16.      |
| Žebříček ATP k 6. srpnu 2018 |                       |     |          |

### Jiné formy účasti
Následující hráči obdrželi divokou kartu do hlavní soutěže:
- Mackenzie McDonald
- Andy Murray
- Frances Tiafoe
- Stan Wawrinka

Následující hráči postoupili z kvalifikace:
- Marius Copil
- Hubert Hurkacz
- Bradley Klahn
- Denis Kudla
- Dušan Lajović
- Daniil Medveděv
- Michael Mmoh

Následující hráči postoupili z kvalifikace jako tzv. šťastní poražení:
- Guillermo García-López
- Malek Džazírí

### Odhlášení
před zahájením turnaje
- Roberto Bautista Agut → nahradil jej  Benoît Paire
- Tomáš Berdych → nahradil jej  João Sousa
- Fabio Fognini → nahradil jej  Jérémy Chardy
- Gaël Monfils → nahradil jej  Márton Fucsovics
- Rafael Nadal → nahradil jej  Malek Džazírí
- Dominic Thiem → nahradil jej  Guillermo García-López

#### Skrečování
- David Goffin

## Mužská čtyřhra

### Nasazení
| Stát                                                                                  | Hráč                 | Stát       | Hráč                   | ATP | Nasazení |
| ------------------------------------------------------------------------------------- | -------------------- | ---------- | ---------------------- | --- | -------- |
| Rakousko                                                                              | Oliver Marach        | Chorvatsko | Mate Pavić             | 5.  | 1.       |
| USA                                                                                   | Mike Bryan           | USA        | Jack Sock              | 9.  | 2.       |
| Finsko                                                                                | Henri Kontinen       | Austrálie  | John Peers             | 9.  | 3.       |
| Spojené království                                                                    | Jamie Murray         | Brazílie   | Bruno Soares           | 19. | 4.       |
| Polsko                                                                                | Łukasz Kubot         | Brazílie   | Marcelo Melo           | 25. | 5.       |
| Nizozemsko                                                                            | Jean-Julien Rojer    | Rumunsko   | Horia Tecău            | 28. | 6.       |
| Kolumbie                                                                              | Juan Sebastián Cabal | Kolumbie   | Robert Farah           | 31. | 7.       |
| Francie                                                                               | Nicolas Mahut        | Francie    | Édouard Roger-Vasselin | 32. | 8.       |
| Žebříček ATP k 6. srpnu 2018; číslo je součtem žebříčkového postavení obou členů páru |                      |            |                        |     |          |

### Jiné formy účasti
Následující páry obdržely divokou kartu do hlavní soutěže:
- Ryan Harrison /  Nicholas Monroe
- Mackenzie McDonald /  Daniel Nestor

Následující pár nastoupil do čtyřhry z pozice náhradníka:
- Leonardo Mayer /  Albert Ramos-Viñolas

### Odhlášení
před zahájením turnaje
- Dominic Thiem

## Ženská dvouhra

### Nasazení
| Stát                         | Hráčka              | WTA | Nasazení |
| ---------------------------- | ------------------- | --- | -------- |
| Rumunsko                     | Simona Halepová     | 1.  | 1.       |
| Dánsko                       | Caroline Wozniacká  | 2.  | 2.       |
| USA                          | Sloane Stephensová  | 3.  | 3.       |
| Německo                      | Angelique Kerberová | 4.  | 4.       |
| Ukrajina                     | Elina Svitolinová   | 5.  | 5.       |
| Francie                      | Caroline Garciaová  | 6.  | 6.       |
| Španělsko                    | Garbiñe Muguruzaová | 7.  | 7.       |
| Česko                        | Petra Kvitová       | 8.  | 8.       |
| Česko                        | Karolína Plíšková   | 9.  | 9.       |
| Německo                      | Julia Görgesová     | 10. | 10.      |
| Lotyšsko                     | Jeļena Ostapenková  | 11. | 11.      |
| Rusko                        | Darja Kasatkinová   | 12. | 12.      |
| USA                          | Madison Keysová     | 13. | 13.      |
| USA                          | Venus Williamsová   | 14. | 14.      |
| Belgie                       | Elise Mertensová    | 15. | 15.      |
| Austrálie                    | Ashleigh Bartyová   | 16. | 16.      |
| Japonsko                     | Naomi Ósakaová      | 17. | 17.      |
| Žebříček WTA k 6. srpnu 2018 |                     |     |          |

### Jiné formy účasti
Následující hráčky obdržely divokou kartu do hlavní soutěže:
- Amanda Anisimovová[11]
- Viktoria Azarenková
- Světlana Kuzněcovová[11]
- Bethanie Matteková-Sandsová[11]
- Markéta Vondroušová[11]

Následující hráčka nastoupila do hlavní soutěže pod žebříčkovou ochranou:
- Serena Williamsová

Následující hráčky postoupily z kvalifikace:
- Ana Bogdanová
- Alizé Cornetová
- Kaia Kanepiová
- Allie Kiicková
- Viktória Kužmová
- Varvara Lepčenková
- Tatjana Mariová
- Petra Martićová
- Rebecca Petersonová
- Aljaksandra Sasnovičová
- Ajla Tomljanovićová
- Stefanie Vögeleová

Následující hráčka postoupila z kvalifikace jako tzv. šťastná poražená:
- Camila Giorgiová

#### Odhlášení
před zahájením turnaje
- Mihaela Buzărnescuová → nahradila ji  Danielle Collinsová
- Dominika Cibulková → nahradila ji  Tímea Babosová
- Maria Šarapovová → nahradila ji  Kateřina Siniaková
- Venus Williamsová → nahradila ji  Camila Giorgiová
- Čang Šuaj → nahradila ji  Aleksandra Krunićová

#### Skrečování
- Caroline Wozniacká

## Ženská čtyřhra

### Nasazení
| Stát                                                                                    | Hráčka                    | Stát       | Hráčka                         | WTA | Nasazení |
| --------------------------------------------------------------------------------------- | ------------------------- | ---------- | ------------------------------ | --- | -------- |
| Česko                                                                                   | Barbora Krejčíková        | Česko      | Kateřina Siniaková             | 6.  | 1.       |
| Maďarsko                                                                                | Tímea Babosová            | Francie    | Kristina Mladenovicová         | 11. | 2.       |
| Česko                                                                                   | Andrea Sestini Hlaváčková | Česko      | Barbora Strýcová               | 15. | 3.       |
| Slovinsko                                                                               | Andreja Klepačová         | Španělsko  | María José Martínez Sánchezová | 26. | 4.       |
| USA                                                                                     | Nicole Melicharová        | Česko      | Květa Peschkeová               | 30. | 5.       |
| Belgie                                                                                  | Elise Mertensová          | Nizozemsko | Demi Schuursová                | 45. | 6.       |
| Česko                                                                                   | Lucie Hradecká            | Rusko      | Jekatěrina Makarovová          | 52. | 7.       |
| Rumunsko                                                                                | Irina-Camelia Beguová     | Rumunsko   | Monica Niculescuová            | 57. | 8.       |
| Žebříček WTA k 6. srpnu 2018; číslo je součtem žebříčkového postavení obou členek páru. |                           |            |                                |     |          |

### Jiné formy účasti
Následující pár obdržel divokou kartu do hlavní soutěže:
- Jennifer Bradyová /  Caroline Dolehideová
- Lauren Davisová /  Nicole Gibbsová

Následující pár nastoupil do čtyřhry z pozice náhradníka:
- Kaitlyn Christianová /  Sabrina Santamariová

### Odhlášení
před zahájením turnaje
- Ashleigh Bartyová

### Skrečování
- Bethanie Matteková-Sandsová

## Přehled finále

### Mužská dvouhra
- Novak Djoković vs.  Roger Federer, 6–4, 6–4

### Ženská dvouhra
- Kiki Bertensová vs.  Simona Halepová, 2–6, 7–6(8–6), 6–2

### Mužská čtyřhra
- Jamie Murray /  Bruno Soares vs.  Juan Sebastián Cabal /  Robert Farah, 4–6, 6–3, [10–6]

### Ženská čtyřhra
- Lucie Hradecká /  Jekatěrina Makarovová vs.  Elise Mertensová /  Demi Schuursová, 6–2, 7–5